# Awirs (ruisseau)
Pour les articles homonymes, voir Awirs (homonymie).
Le ruisseau des Awirs est un cours d'eau de Belgique, affluent de la Meuse et faisant donc partie de son bassin versant. Il coule en province de Liège et se jette dans la Meuse dans la commune de Flémalle.

## Parcours
Le ruisseau prend sa source à Yernawe (commune de Saint-Georges-sur-Meuse) sous le nom de ruisseau Bobesse non loin de la source de l'Yerne. Le petit cours d'eau se dirige vers le nord-est, traverse Saint-Georges-sur-Meuse, coule sous l'autoroute E42 Liège-Namur, arrose Dommartin et Hozémont où il change complètement de direction et s'oriente vers le sud. Une fois l'autoroute E42 à nouveau franchie, le cours d'eau passe à Gleixhe entre la chapelle Saint-Guy et la ferme du Bouhet, coule sous le château de Hautepenne, arrose Warfusée, traverse les Awirs et passe entre la grotte Schmerling et le château d'Aigremont. 
Le ruisseau des Awirs rejoint par un passage souterrain de 300 mètres la rive gauche de la Meuse dans la zone industrielle de Basse-Awirs (entre Engis et Chokier) à une altitude de 70 m.
La vallée aurait compté jusqu'à 14 moulins à eau. Les premiers auraient été construits vers 1105.  Le moulin du marteau, toujours visible, est une des rares bâtisses à avoir conservé tout son mécanisme.